# C/1846 B1 de Vico
La cometa C/1846 B1 de Vico è una cometa non periodica scoperta il 30 gennaio 1846 dall'astronomo italiano Francesco de Vico.